# Брой, Рейнхольд
Рейнхольд Брой (нем. Reinhold Breu; род. 12 сентября 1970, Деггендорф, Бавария) — немецкий футболист и тренер, выступавший на позиции нападающего и полузащитника.

## Карьера

### Игровая карьера
Родился 12 сентября 1970 года в городе Деггендорф. Карьеру начал в молодёжной академии «Мюнхен 1860». В 1996 году подписал контракт с клубом Австрийской Бундеслиги «Аустрия Вена», где провел 33 матча и забил за этот период пять голов. В дальнейшем Брой играл за клубы «Фёрст» (Вена), «Кельн», трирский «Айнтрахт» и «Ваккер Бургхаузен», после чего объявил о завершении карьеры.

### Тренерская деятельность.
В 2004—2008 годах Брой тренировал резервную команду клуба «Ян» из Регенсбурга, затем возглавив молодёжную команду трирского «Айнтрахта», с которой работал до 2010 года, став после этого наставником основного состава клуба. Покинув коллектив в 2011 году, Брой уехал в Люксембург, где стал главным тренером национальной молодёжной сборной и одновременно техническим директором главной команды. В декабре 2021 года специалист был назначен техническим директором Литовской футбольной федерации, а в июне 2022 года — главным тренером национальной сборной после отставки Вальдаса Иванаускаса, сохранив при этом пост технического директора в федерации.